# Kijkuit (przystanek kolejowy)
Kijkuit (nid: Station Kijkuit) – przystanek kolejowy w Kalmthout, w prowincji Antwerpia, w Belgii. Znajduje się na linii Antwerpia - Rotterdam. 

## Linie kolejowe
- Linia 12 Antwerpia – Lage Zwaluwe

## Połączenia
Codzienne
| Typ pociągi | Trasa                                                                            | Częstotliwość |
| ----------- | -------------------------------------------------------------------------------- | ------------- |
| L           | W tygodniu: Puurs - Antwerpia - Roosendaal Weekendy: Antwerpen Zuid - Roosendaal | 1x/h          |